# Phước Hội (phường)
Phước Hội là một phường thuộc tỉnh Lâm Đồng, Việt Nam.

## Địa lý
Phường Phước Hội có vị trí địa lý:
- Phía Bắc giáp xã Hàm Tân
- Phía Nam giáp biển Đông
- Phía Đông giáp phường La Gi
- Phía Tây giáp xã Sơn Mỹ

Phường có diện tích 38,09 km², dân số năm 2025 là 49.480 người, mật độ dân số đạt 1.299 người/km².
Phường Phước Hội được xác định là trung tâm thương mại, khoa học – kĩ thuật, trung tâm văn hóa và giáo dục của thị xã La Gi.

## Hành chính
Phường Phước Hội được chia thành 9 khu phố: 1, 2, 3, 4, 5, 7, 8, 9, 10.

## Lịch sử
Ngày 5 tháng 9 năm 2005, Chính phủ ban hành Nghị định số 114/2005/NĐ-CP về việc thành lập phường Phước Hội thuộc thị xã La Gi trên cơ sở 160,38 ha diện tích tự nhiên và 18.445 nhân khẩu của thị trấn La Gi; 16,62 ha diện tích tự nhiên và 1.115 nhân khẩu của xã Tân Thiện.
Phường Phước Hội có 177 ha diện tích tự nhiên và 19.560 nhân khẩu.
Ngày 19 tháng 12 năm 2019, HĐND tỉnh Bình Thuận ban hành Nghị quyết số 96/NQ-HĐND về việc sáp nhập khu phố 6 vào khu phố 5.
Ngày 16 tháng 6 năm 2025, Ủy ban Thường vụ Quốc hội ban hành Nghị quyết số 1671/NQ-UBTVQH15 về việc sắp xếp các đơn vị hành chính cấp xã của tỉnh Lâm Đồng năm 2025 (có hiệu lực từ ngày 16 tháng 6 năm 2025). Trong đó, hợp nhất các phường Phước Lộc và xã Tân Phước vào phường Phước Hội.

## Giao thông
Một số tuyến đường của phường:
| - Lê Lợi - Thống Nhất - Trần Hưng Đạo - Trương Vĩnh Ký - Quỳnh Lưu - Hòa Bình - Nguyễn Ngọc Kỳ | - Lê Thị Riêng - Đinh Bộ Lĩnh - Đường 23/4 - Cô Giang - Phạm Ngũ Lão - Hai Bà Trưng - Phan Bội Châu | - Nguyễn Cư Trinh - Hoàng Hoa Thám - Phan Đình Phùng - Diên Hồng - La Gi - Ký Con - Bác Ái |